# Thanom Kittikachorn

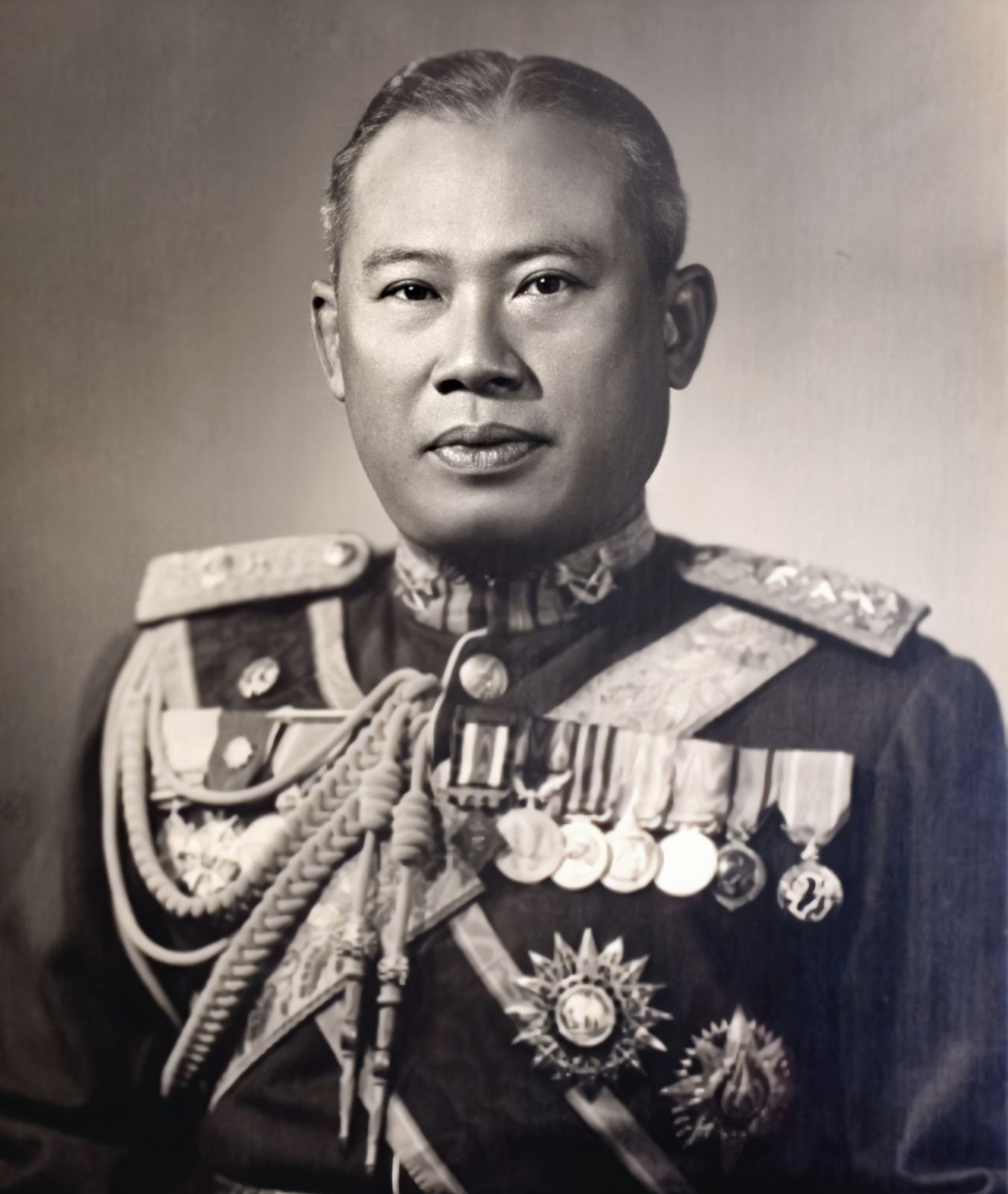
Thanom Kittikachorn (Anfang der 1960er-Jahre)

Thanom Kittikachorn (thailändisch ถนอม กิตติขจร, Aussprache: [tʰànɔ̌ːm kìttìkʰàt͡ɕɔ̌ːn]; * 11. August 1911 in Ban Nong Luang, Amphoe Mueang Tak, Provinz Tak; † 16. Juni 2004 in Bangkok) war ein thailändischer Heeresoffizier und Politiker. Nach einem Staatsstreich des Militärs war er vorübergehend von Dezember 1957 bis Oktober 1958 und, nach dem Tod seines Förderers Sarit Thanarat, erneut von 1963 bis 1973 Ministerpräsident von Thailand. Ab 1964 führte er den Rang eines Feldmarschalls.

## Politische Laufbahn

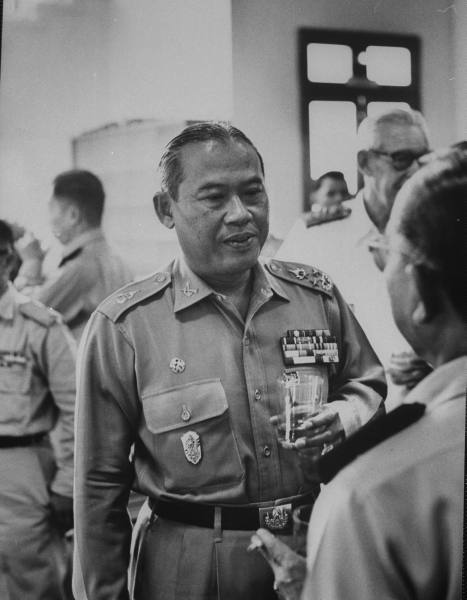
Thanom Kittikachorn (um 1960)

Nach der Ausbildung an der Chulachomklao-Militärakademie trat Thanom 1929 in den Militärdienst. Als Oberstleutnant unterstützte er 1947 den Militärputsch gegen die zivile Regierung. 1951 wurde er zum General befördert. Inzwischen Kommandant der Ersten Armee und Stellvertreter des Oberkommandierenden des Heeres, nahm er als „rechte Hand“ von Sarit Thanarat an dessen Staatsstreich von 1957 teil. Anschließend war er Premierminister und Verteidigungsminister vom 24. Dezember 1957 (offiziell 1. Januar 1958) bis Sarit, im Rahmen einer autoritären „Revolution“ am 20. Oktober 1958 selbst die Regierungsführung übernahm. Thanom diente nun als Sarits Stellvertreter. Nach Sarits Tod war Thanom erneut Premierminister, vom 8. Dezember 1963 bis zum 11. März 1969 und gleich anschließend für eine dritte Amtszeit, die bis zum 14. Oktober 1973 dauerte.
Thanom spielte in dem Vierteljahrhundert seiner politischen Tätigkeit eine zentrale Rolle in Thailand. Er war ein Vertreter der herrschenden Oberschicht, des Militärs. Er fuhr einen harschen pro-amerikanischen und antikommunistischen Kurs, unterstützte die USA im Vietnamkrieg und war ein Gegner des Parlamentarismus, auch des 1969 wieder zugelassenen Parlaments. Zugleich förderte er Handel, Wirtschaftsinvestitionen und Modernisierung der Infrastruktur. Thanom wurde in seiner Herrschaft von seinem Stellvertreter, General Praphas Charusathien, unterstützt. Gemeinsam mit Thanoms Sohn Oberst Narong Kittikachorn, der mit Praphats Tochter verheiratet war, galten sie als die „Drei Tyrannen“. Thanom, Praphas und Narong bauten, neben ihrer militärischen und politischen Aktivitäten, ein ökonomisches Netzwerk auf, das an 137 Privatunternehmen beteiligt war. Sie hatten des Weiteren Bankguthaben in Höhe von 151 Millionen Baht, 3 % des landesweit angelegten Vermögens.

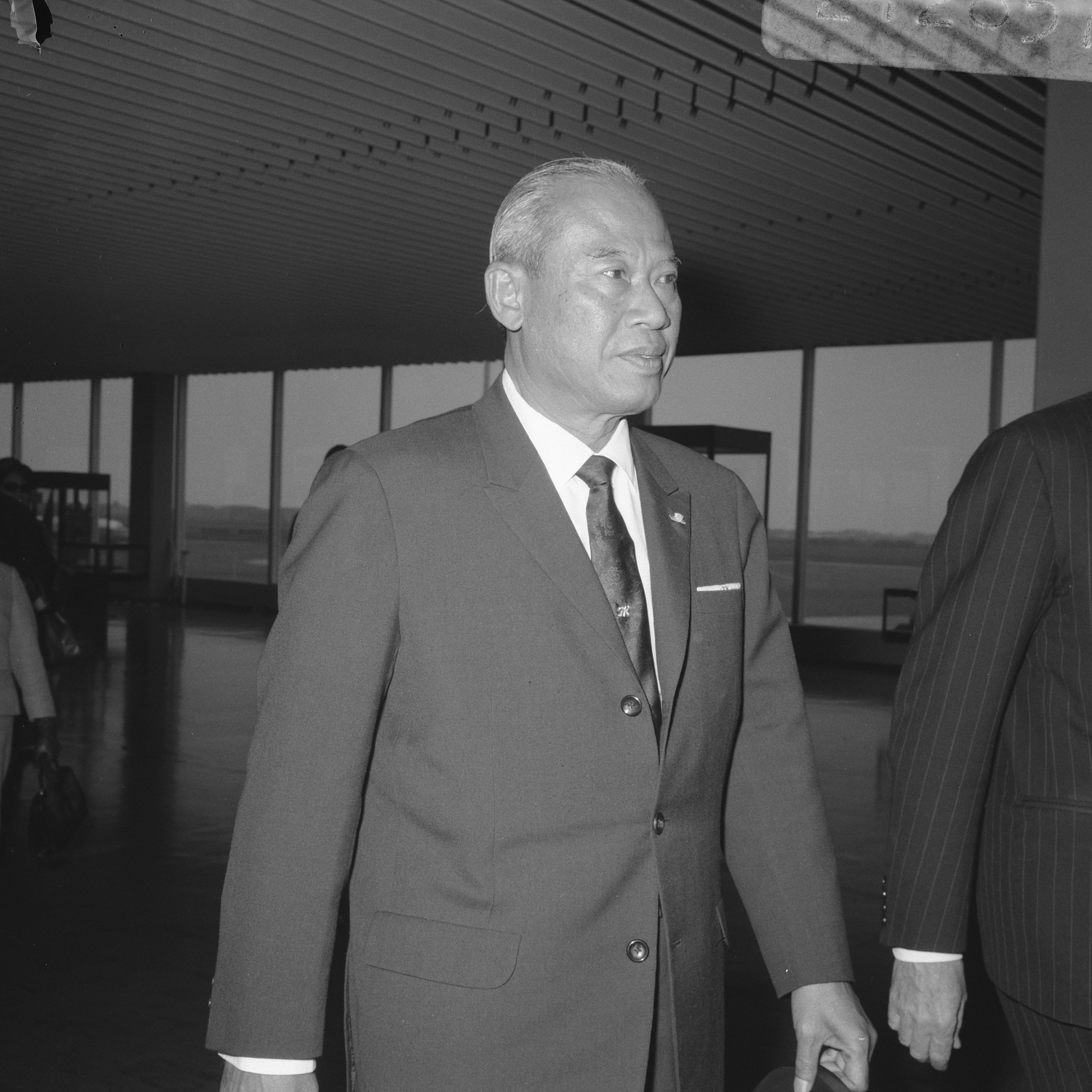
Thanom zu Besuch in den Niederlanden (1968)

Mitte 1968 leitete Thanom, zumindest dem äußeren Anschein nach, eine Rückkehr zur Demokratie ein. Er ließ eine Verfassung in Kraft setzen, Parteien wurden wieder zugelassen und im Februar 1969 fanden Parlamentswahlen statt. Thanom und sein Verbündeter Praphas hatten hierzu die „Vereinigte Thai-Volkspartei“ (Phak Saha Pracha Thai) gegründet, welche die Unterstützer der bisherigen Militärjunta versammelte. Sie wurde mit 76 der 219 Sitze zwar stärkste Kraft, verfehlte aber eine eigene Mehrheit und war auf die Unterstützung parteiloser Abgeordneter angewiesen. Am 17. November 1971 unternahm Thanom aus der Position des Premierministers heraus einen erneuten Staatsstreich, um die Verfassung außer Kraft zu setzen und das Parlament zu entmachten. Dies begründete er mit der Notwendigkeit, das Land vor innerer Zersetzung und der prokommunistischen Guerillabewegung retten zu müssen. Er konzentrierte die gesamte Macht auf seine Person, verhängte das Kriegsrecht und löste das Parlament auf. Gegen Ende seiner Amtszeit verlor er aber selbst im Militär an Akzeptanz, das der Dominanz von Thanom und Praphas überdrüssig war.
Am 14. Oktober 1973 wurde seine Militärjunta nach Studentenprotesten, die sich zu einem Volksaufstand ausweiteten, bei dem 77 Menschen umkamen, gestürzt. Thanom trat an diesem Tag zwar als Ministerpräsident zurück, versuchte aber noch bis zum 15. Oktober als Oberbefehlshaber der Streitkräfte die eigentliche Macht im Land zu behalten. Erst dann gab er dem Drängen von König Bhumibol Adulyadej und Heereskommandeur Krit Sivara nach und ging ins Exil in die USA.

## Exil und Rückkehr
Im Juli 1974 zog die neue Regierung von Sanya Dharmasakti Teile der Vermögen von Thanom, Narong und Praphas ein, die diese nach ihrer Ansicht unrechtmäßig erworben hatten. Thanom versuchte im Dezember desselben Jahres, nach Thailand zurückzukehren. Er wurde aber noch am Flughafen verhaftet und am nächsten Tag zurück nach Singapur geschickt.
Die Versuche der zivilen Nachfolgeregierungen, in Thailand demokratische Reformen umzusetzen, waren nur von begrenztem Erfolg. Am 19. September 1976 kehrte Thanom erneut aus Singapur nach Bangkok zurück. Dies begründete er vordergründig mit dem Wunsch, sich im Wat Bowonniwet (dem von der Krone favorisierten Haupttempel des Thammayut-Ordens) zum Mönch weihen zu lassen. Vier Tage später besuchten der König und die Königin den Tempel, vielfach wurde berichtet, dass sie dort Thanom trafen, was sie offiziellen Angaben zufolge aber nicht taten. Thanoms Rückkehr führte zu Protesten und destabilisierte das Land. Am 23. September 1976 trat Ministerpräsident Seni Pramoj zurück, wurde aber sogleich wieder mit der Regierungsbildung beauftragt. Am Tag darauf ermordeten Polizisten zwei Arbeiter, die in Nakhon Pathom Plakate gegen Thamoms Rückkehr aufgehängt hatten. Die Studentendemonstrationen wurden am 6. Oktober 1976 im Massaker an der Thammasat-Universität blutig niedergeschlagen. Dabei wurden, nach offiziellen Angaben, 46 Menschen getötet. Anschließend übernahm erneut das Militär die Macht. Thanom zog sich jedoch ins Privatleben zurück.

## Letzte Jahre
Thanom trat noch einmal an die Öffentlichkeit, als er im März 1999 von Premierminister Chuan Leekpai umstrittenerweise für die königliche Ehrengarde nominiert wurde. Thanom verzichtete auf die Ernennung.
Im Januar 2004 wurde er nach einem Schlaganfall ins Krankenhaus eingeliefert. Von der Operation am Gehirn erholte er sich nicht wieder. Am 16. Juni 2004 starb er im General Hospital von Bangkok im Alter von 92 Jahren.